# Петриченко, Иван Михайлович
Ива́н Миха́йлович Петриче́нко (1907, с. Пшеничники, ныне Каневский район, Черкасская область — декабрь 1944) — пулемётчик 21-го стрелкового полка 180-й стрелковой дивизии 27-й армии 2-го Украинского фронта, красноармеец, Герой Советского Союза.

## Биография
Родился в 1907 году в крестьянской семье. Украинец. Окончив сельскую школу, работал в колхозе.
На фронтах Великой Отечественной войны с июня 1941 года.
И. М. Петриченко пропал без вести в декабре 1944 года.

## Подвиг
Во время прорыва обороны противника северо-западнее города Яссы на территории Румынии 20 августа 1944 года в бою за высоту 183 И. М. Петриченко огнём своего ручного пулемёта уничтожил два пулемётных расчёта противника, одним из первых достиг окопов противника, где пулемётным огнём уничтожил до 30 вражеских офицеров и солдат.
При наступлении на обороняющегося противника северо-западнее деревни Кея 15 сентября 1944 года И. М. Петриченко уничтожил расчёт станкового пулемёта противника, что позволило роте успешно выполнить боевую задачу. При овладении высотой 793 огнём из пулемёта уничтожил до 50 солдат противника. 18 сентября 1944 года при занятии обороны батальоном в районе населённого пункта Де-Жос противник два раза контратаковал, пытаясь выбить батальон с высоты. Петриченко, защищая достигнутые рубежи, уничтожил более 20 солдат противника, в том числе расчёт ручного пулемёта. 19 сентября 1944 года, ведя бой за высоту 760, Петриченко с расчётом взобрались на высоту и открыли огонь по противнику, чем дали возможность стрелковой роте овладеть высотой. Противник предпринял пять контратак, пытаясь сбросить роту в ущелье, но с большими потерями вынужден был откатиться назад.
Пропал без вести в начале октября 1944 года в западной Румынии.

## Награды
- Указом Президиума Верховного Совета СССР от 24 марта 1945 года рядовому Петриченко Ивану Михайловичу присвоено звание Героя Советского Союза с вручением ордена Ленина и медали «Золотая Звезда».